# 加尔默罗会修道院 (阿维尼翁)
加尔默罗会和阿维尼翁节
罗马式、哥特式
加尔默罗会修道院（Cloître des Carmes）是一座罗马天主教修道院，位于法国普罗旺斯地区加尔默罗广场，与加尔默罗会修道院教堂（圣桑福里安堂）不同。它建于1267年-14世纪，为阿维尼翁众多的13世纪修道院之一。在14世纪的鼎盛时期，它曾是该市最大的修道院。
1967年以来，此处为阿维尼翁节的一处表演地点。

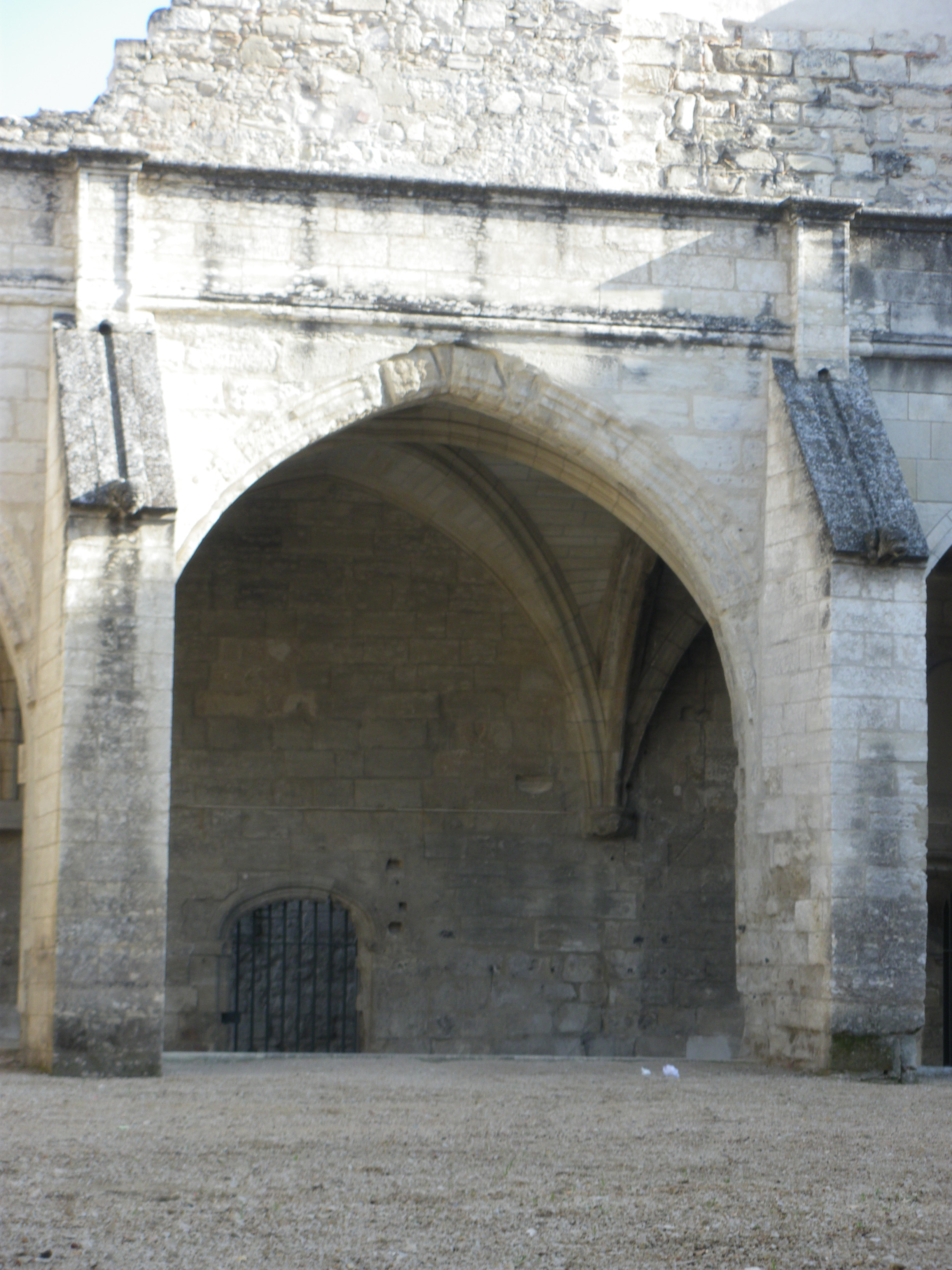
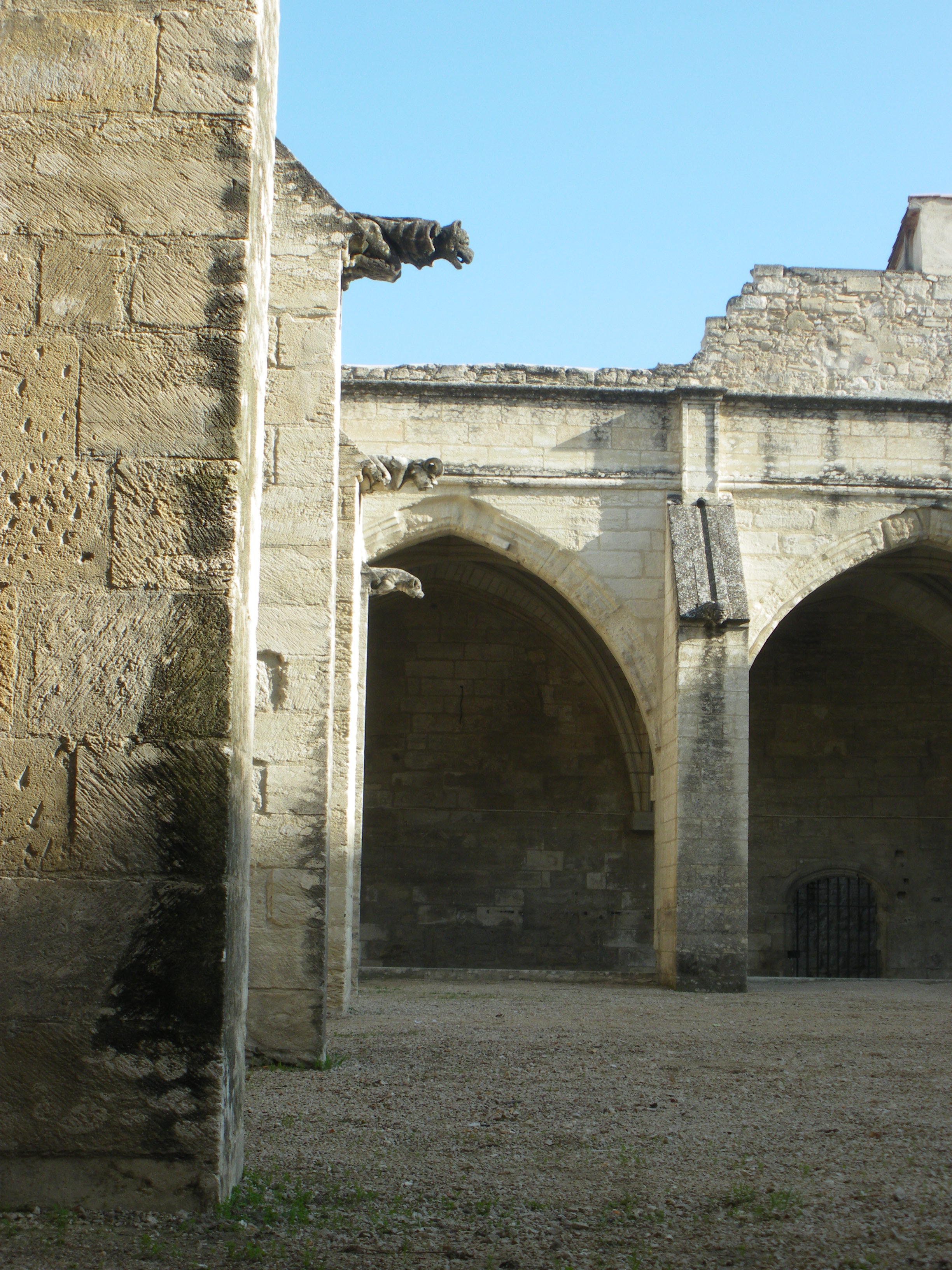
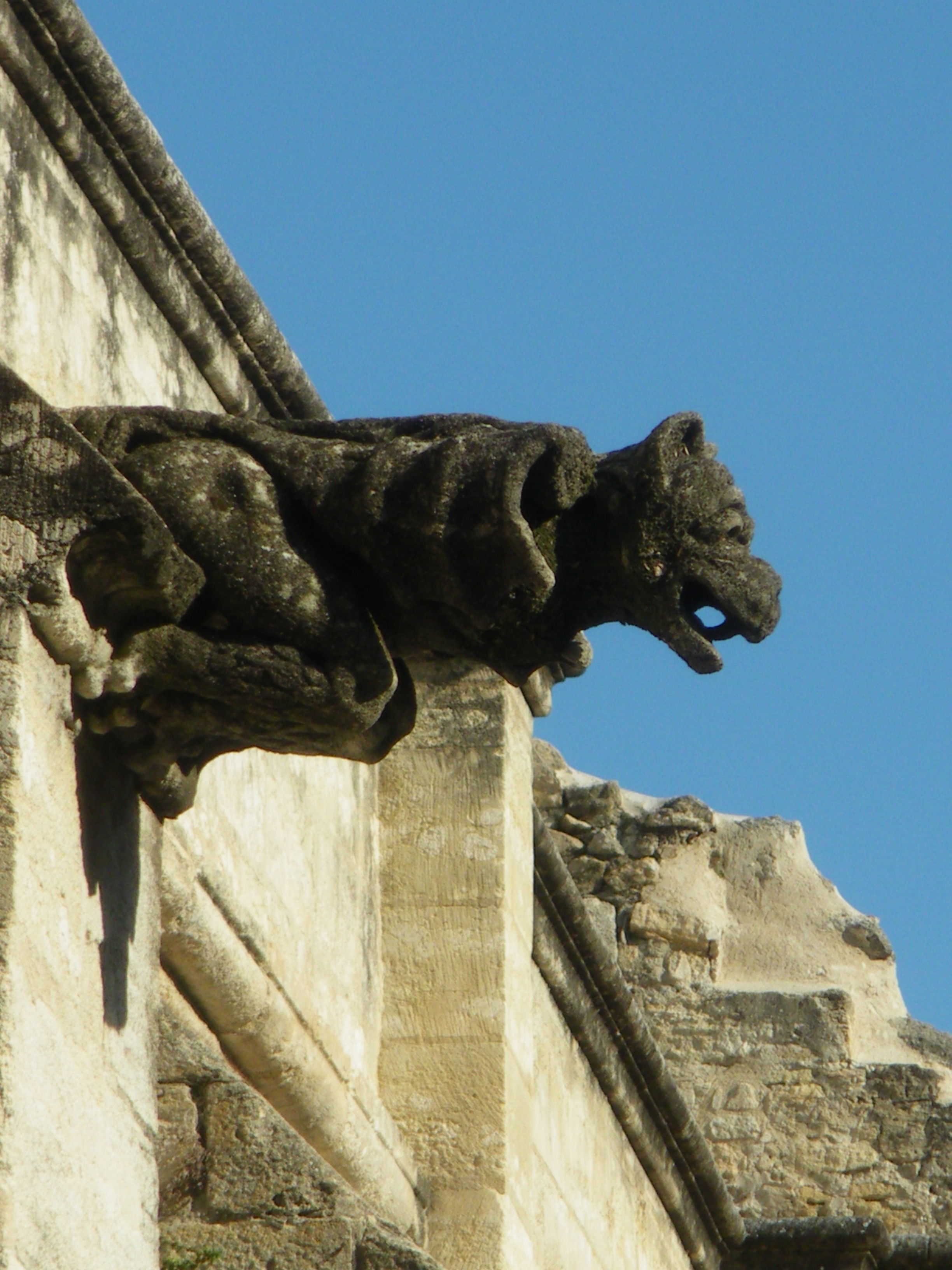
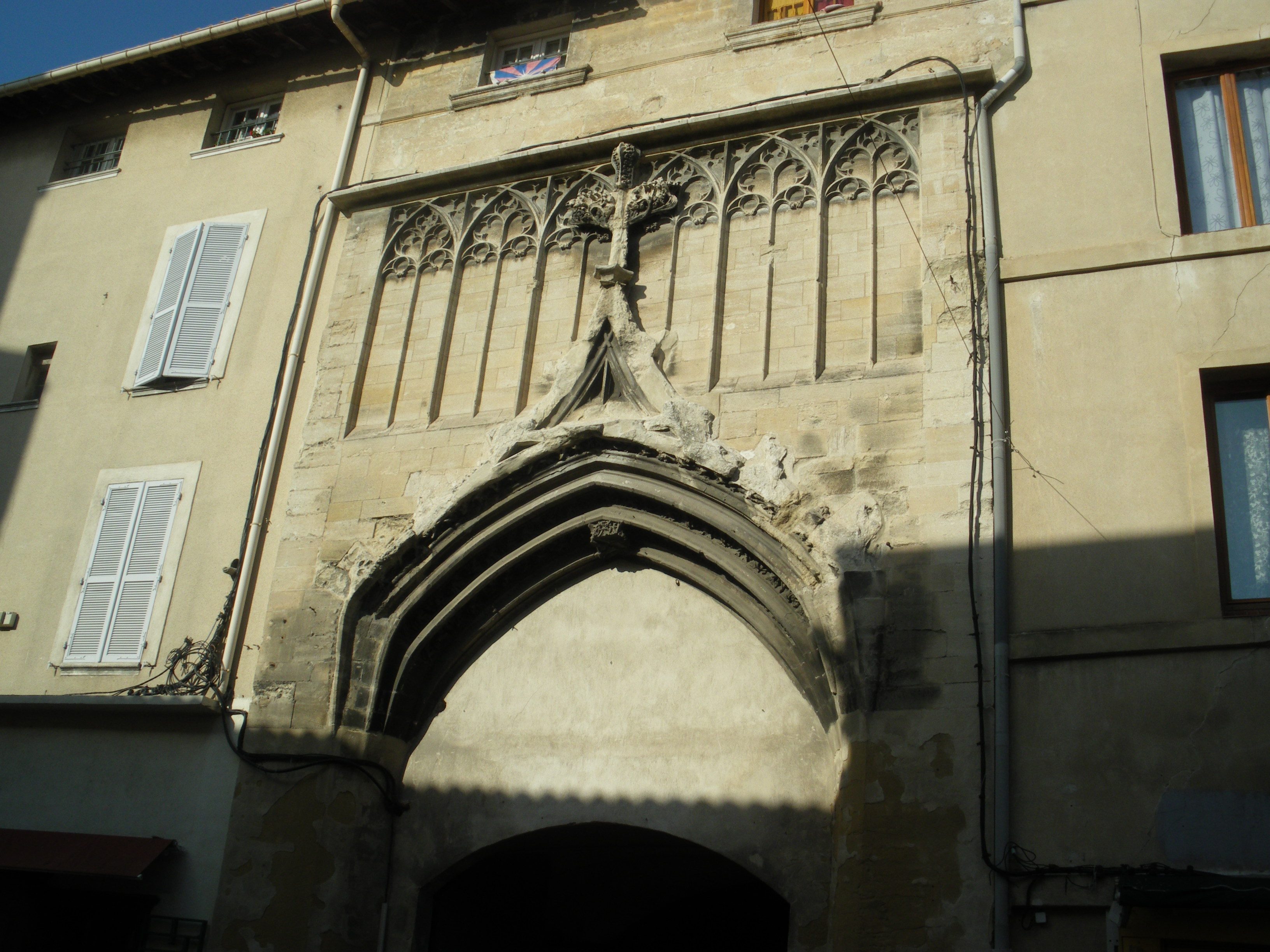